# Cazaubon
Cazaubon – miejscowość i gmina we Francji, w regionie Oksytania, w departamencie Gers.
Według danych na rok 1990 gminę zamieszkiwało 1605 osób, a gęstość zaludnienia wynosiła 29 osób/km² (wśród 3020 gmin regionu Midi-Pyrénées Cazaubon plasuje się na 222. miejscu pod względem liczby ludności, natomiast pod względem powierzchni na miejscu 72.).